# Marcha de Oriamendi

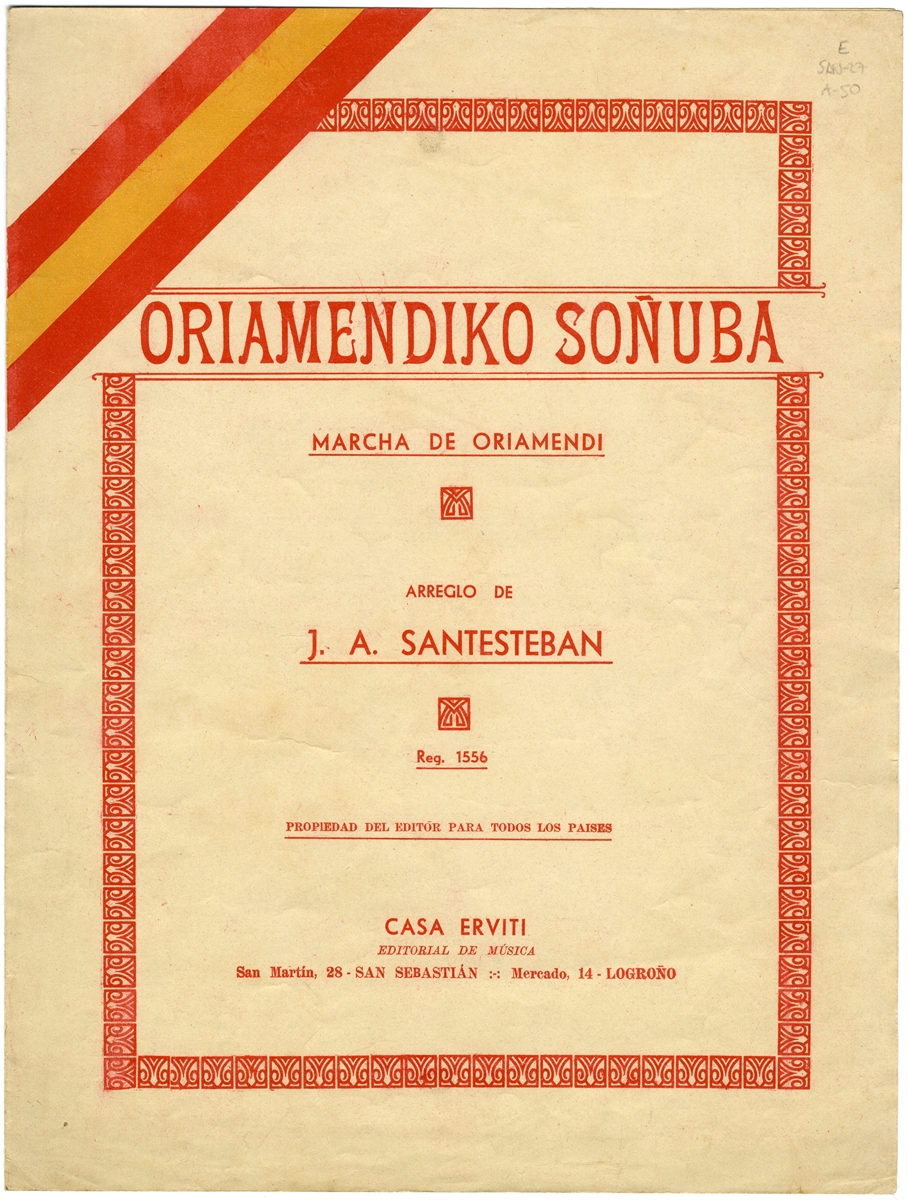
Marcha de Oriamendi (finales del)

La Marcha de Oriamendi o simplemente el Oriamendi es un himno carlista. Su versión en castellano, se convirtió en el himno oficial de la Comunión Tradicionalista en la década de 1930 y de su brazo armado, el Requeté.
Su nombre proviene de una batalla que tuvo lugar en el monte homónimo, situado en las inmediaciones de San Sebastián, en 1837, durante la Primera Guerra Carlista en el que el ejército carlista derrotó al cristino.
Según cuenta la leyenda, tras la derrota de las tropas liberales, los carlistas entraron en el campamento cristino, tomando como botín de guerra armas, uniformes y, también, la partitura de una marcha militar compuesta por un músico inglés y arreglada por un liberal donostiarra, sin letra, para conmemorar la victoria de los cristinos, y a la que los carlistas pusieron letra.
La primera letra adoptada, en vasco guipuzcoano, es como sigue:

ORIGINAL

Gora Jainko maite maitea

zagun denon jabe.

Gora España ta Euskalerria

ta bidezko errege.

Maite degu Euskalerria,

maite bere Fuero zarrak,

asmo ontara jarriz daude

beti Karlista indarrak.

Gora Jainko illezkor!!!

Gora euskalduna,

audo ondo Españia-ko

errege bera duna!!!
TRADUCCIÓN

Viva Dios queridísmo

tengámoslo todos por dueño.

Vivan España y la Vasconia

y el rey legítimo.

Amamos la Vasconia,

amamos sus viejos Fueros,

a esta idea están orientadas

siempre las fuerzas carlistas.

¡¡Viva Dios inmortal!!

¡¡Viva el vasco,

que tiene bien

el mismo rey de España!!

Más adelante, con los arreglos musicales de Silvano Cervantes y la letra compuesta por Ignacio Baleztena Azcárate, según algunos autores, tras la gran concentración carlista celebrada en Zumárraga en 1908, se llegó a la versión más famosa de esta marcha:

Por Dios, por la Patria y el Rey

Carlistas con banderas.

Por Dios, por la patria y el Rey

Carlistas aurrerá.
Lucharemos todos juntos

Todos juntos en unión

Defendiendo la bandera

De la Santa Tradición. (bis)
Cueste lo que cueste

Se ha de conseguir

Venga el rey de España

A la corte de Madrid. (bis)
Por Dios, por la Patria y el Rey

Lucharon nuestros padres.

Por Dios, por la Patria y el Rey

Lucharemos nosotros también.

A la anterior se le añadían en ocasiones tres estrofas más:

| Alerta, leal Requeté hoy el deber te llama por Dios, por la Patria y el Rey a luchar, a morir o a vencer. | Con la mirada en la Patria y en Dios puesto el corazón luchará siempre el soldado de la Santa Tradición. | Cueste lo que cueste se ha de conseguir que las Boinas Rojas entren en Madrid.[5][6] |

También es posible escuchar una variante de esta marcha en los dos versos últimos versos de la tercera estrofa, en los cuales cambian:
Venga el rey de España

A la corte de Madrid.
Por lo siguiente:
Que los boinas rojas

Entren de lleno en Madrid.
Así se aunaban en el himno los elementos característicos del carlismo.
Durante la guerra civil española fue uno de los himnos de combate del Requeté y, por decreto de 27 de febrero de 1937 aprobado por el general Franco, canto nacional de la España Nacional, junto con el Cara al sol de la Falange y la Marcha Real, con letra de José María Pemán). Sin embargo, la versión oficial cambió la mención a la vuelta del rey de España («venga el rey de España a la corte de Madrid»), por «que los boinas rojas entren en Madrid», más acorde con la escasa voluntad de Franco de restaurar la monarquía en ese momento.
Como curiosidad, en la Semana Santa de Orihuela, la Real Archicofradía y Mayordomía de Nuestra Señora del Pilar y Real Cofradía del Lavatorio (1758), de tradición carlista desde su refundación hace unos 80 años, toca el Oriamendi a la salida y entrada de los tronos en su procesión en vez del himno nacional.